# ED2T型电力动车组
ED2T型电力动车组（俄語：Электропо́езд ЭД2Т）是俄罗斯铁路和乌克兰铁路的电力动车组车型之一，适用于供电制式为3000伏直流电的电气化铁路，由杰米霍沃机器制造厂设计制造，于1993年研制成功并投入批量生产。

## 历史
在苏联时期，位于拉脱维亚的里加车辆制造厂是全苏联唯一的电力动车组制造工厂。苏联解体后，由于俄罗斯没有生产电力动车组的企业，而从国外引进新型电力动车组又需要花费大量外汇。因此。在1990年代初俄罗斯联邦交通部要求对杰米霍沃机器制造厂、托尔若克车辆制造厂进行了技术改造，并且从里加车辆制造厂引进了大批技术和管理人员，俄罗斯从而形成了具有一定规模的电力动车组生产能力。
1993年，杰米霍沃机器制造厂试制了第一列ED2T型电力动车组，并于1994年投入批量生产。ED2T-0001号列车于1993年出厂，控制车和中间拖车的车体长度为21,500毫米，由托尔若克车辆制造厂制造；而中间动车的车体长度仍然为19,600毫米，由里加车辆制造厂制造。1994年初，ED2T-0001、0002号列车分别在彼列瓦机务段和雅罗斯拉夫尔机务段投入运用考核。从1994年制造的ED2T-0006号列车开始，所有车辆均由杰米霍沃机器制造厂制造，并统一采用相同的车体长度（21,500毫米）。
从1993年至1999年，杰米霍沃机器制造厂共制造了54列ED2T型电力动车组（0001~0054），主要配属于俄罗斯铁路的莫斯科铁路局、西西伯利亚铁路局、北方铁路局、斯维尔德洛夫斯克铁路局等，以及乌克兰铁路的顿涅茨克铁路局。至2002年，乌克兰铁路再次订购了2列ED2T型电力动车组（109～110），此后杰米霍沃机器制造厂正式停产ED2T型电力动车组，并全面转产ED4M型电力动车组。

## 技术特点
ED2T型电力动车组是在ER2T型电力动车组基础上改进而成，主要特点为车体长度从原来的19,600毫米延长至21,500毫米，其他电气设备则仍然和ER2T型电力动车组保持相同。列车采用动力分散方式，其标准编组为“五动五拖”的10辆编组，由2辆带司机室的头部控制拖车、3辆中间拖车、5辆动车组成，每“一动一拖”组成一个电气独立单元。列车亦可以根据实际需要增减车厢数量，列车最短编组为4节车厢（2个动力单元），最长编组可达12节车厢（6个动力单元）。车体采用低合金钢整体承载式焊接结构，车体宽度为3,522毫米。
列车采用直—直流电传动，牵引系统由里加电机制造厂提供，每辆动车装有一台受电弓及四台牵引电动机。接触网导线上的3000伏直流电，经受电弓引入列车后经过调压，供给牵引电动机并驱动轮对，列车通过起动电阻、牵引电机的串—并联换接、磁场削弱进行调速。牵引电动机为1ДТ-003.8型四极串励直流电动机，小时功率为240千瓦，持续功率为195千瓦，额定电压为750伏。为扩大恒功调速范围，可以对牵引电动机实施二级磁场削弱，削弱率分别为50%、18%。列车可采用再生制动和电阻制动。

## 参看
- ER2T型电力动车组
- ET2型电力动车组
- ED4型电力动车组